# Boerhavia pedunculosa
Boerhavia pedunculosa är en underblomsväxtart som beskrevs av Achille Richard. Boerhavia pedunculosa ingår i släktet Boerhavia och familjen underblomsväxter. Inga underarter finns listade i Catalogue of Life.